# Pardosa saxatilis
Pardosa saxatilis là một loài nhện trong họ Lycosidae.
Loài này thuộc chi Pardosa. Pardosa saxatilis được Nicholas Marcellus Hentz miêu tả năm 1844.